# محله هوایی باوسیوور/او-رانچ
محله هوایی باوسیوور/او-رانچ (به انگلیسی: Beausejour/AV-Ranch Airpark) یک فرودگاه خصوصی است که یک باند فرود چمن دارد و طول باند آن ۵۴۹ متر است. این فرودگاه در کشور کانادا قرار دارد و در ارتفاع ۲۴۴ متری از سطح دریا واقع شده‌است.